# Sussaba tertia
Sussaba tertia är en stekelart som beskrevs av Dasch 1964. Sussaba tertia ingår i släktet Sussaba och familjen brokparasitsteklar. Utöver nominatformen finns också underarten S. t. columbiensis.